# Princess Sophia
Die Princess Sophia war ein 1912 in Dienst gestelltes Passagierschiff der Canadian Pacific Railway, das an der kanadischen Westküste als so genannter Coastal Liner eingesetzt wurde. Diese Art von Schiffen beförderte Passagiere, Fracht und Post zwischen den Städten an der Pazifikküste von British Columbia und Alaska auf einer Route, die Inside Passage genannt wird.
In den frühen Morgenstunden des 24. Oktober 1918 prallte die Princess Sophia im Lynn Canal in Alaska in einem Sturm auf ein Riff und lief auf Grund. Das manövrierunfähige Schiff blieb 40 Stunden dort stecken, ohne dass Hilfe zu ihm durchdringen konnte. Der Sturm und die hohen Wellen drückten die Princess Sophia zurück ins Wasser, alle 343 Passagiere und Besatzungsmitglieder kamen ums Leben. Es handelt sich um das bisher größte Schifffahrtsunglück an der nordamerikanischen Westküste und die größte Tragödie in der Geschichte der zivilen kanadischen Schifffahrt nach dem Untergang der Empress of Ireland.

## Ausstattung und Konstruktion
Im Mai 1911 wurde die Princess Sophia von der Canadian Pacific Railway bei der Werft Bow, McLaughlan and Company im schottischen Paisley bestellt. Sie war eines von vier Schwesterschiffen, die die CPR in den Jahren 1910 und 1911 in Dienst stellte. Die anderen drei waren die Princess Alice (3.099 BRT), die bei Swan Hunter gebaut wurde, die Princess Adelaide (3.061 BRT, Fairfield Shipbuilders) und die Princess Mary (2.155 BRT), die ebenfalls bei Bow, McLaughlan and Company entstand. Diese Dampfer gehörten zur so genannten Princess Fleet. Dies war der inoffizielle Name der CPR-Küstendampfer in der ersten Hälfte des 20. Jahrhunderts.
Am 19. Februar 1912 verließ das fertige Schiff Schottland in Richtung Victoria (British Columbia). Getauft wurde der Dampfer von der Tochter von Arthur Piers, dem Manager des Lake Steamship Department der Canadian Pacific Railway. Der Bau des Schiffes kostete 250.000 britische Pfund (nach damaligem Geldwert). Die Überführungsfahrt ging um Kap Hoorn und wurde von Kapitän Lindgren geleitet, der schon mehrere Schiffe der Reederei auf diesem Weg geführt hatte.
Das 2.320 BRT große Schiff verfügte über einen Stahlrumpf, eine doppelte Außenhaut, eine Funkeinrichtung für drahtlose Telegrafie und elektrisches Licht. Die Baupläne der Princess Sophia sahen Kohle als Treibstoff vor, aber schon kurz nach der Ankunft des Schiffs in British Columbia wurde es auf Öl umgestellt. Der Speisesaal der Princess Sophia bot 112 Gästen Platz und verfügte über große Panoramafenster, durch die man während der Mahlzeiten die Küstenlandschaften verfolgen konnte. Zu diesem Zweck gab es auch eine Ahorn-getäfelte Observation Lounge. Die komfortable Social Hall war mit einem Konzertflügel ausgestattet.

## Dienstzeit als Coastal Liner

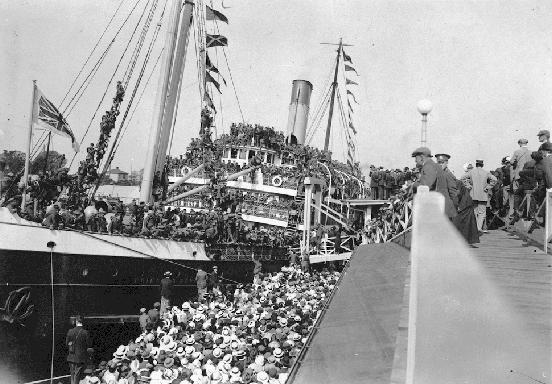
Die Princess Sophia verlässt Victoria mit einschiffenden kanadischen Truppen im Ersten Weltkrieg

Ab dem Jahr 1901 verfügte Canadian Pacific Railway über einen regulären Liniendienst von Dampfschiffen an der Westküste Kanadas und der Südostküste Alaskas. Diese Schiffe transportierten Passagiere, Fracht und Post von und zu den bedeutenderen Städten dieser Küstenlinie wie Prince Rupert, Alert Bay, Wrangell, Ketchikan, Juneau und Skagway. Diese wichtige Handelsroute, die heute noch existiert, heißt Inside Passage. Die ersten Coastal Liner wurden noch aus Holz gebaut, aber nachdem es auf der Inside Passage wiederholt zu Unfällen mit den relativ unsicheren hölzernen Schiffen gekommen war, wechselte Canadian Pacific Railway zu aus Stahl gebauten Schiffshüllen.
Auf dieser Strecke wurden viele verschiedene Schiffstypen eingesetzt, der vorherrschende war aber der Coastal Liner. Diese Schiffsart war für den Verkehr in geschützten Küstengewässern vorgesehen, wurde aber auch so konstruiert, dass die Schiffe schweren Wetterbedingungen auf dem offenen Meer standhalten konnten. Coastal Liner waren für einige entlegene Orte oft die einzige Verbindung zur Außenwelt. Als Schiff dieses Typus durfte sich die Princess Sophia höchstens 50 Meilen von der Küste entfernen, wenn sie Passagiere transportierte. Ihre generelle Passagierkapazität lag bei 250 Personen in zwei Klassen, bei Sondergenehmigung durfte das Schiff aber bis zu 500 Reisende an Bord nehmen.
Am Anfang bediente die Princess Sophia die Route Victoria – Prince Rupert, aber ab dem Sommer 1913 machte das Schiff alle zwei Wochen eine Fahrt von Victoria nach Skagway mit Zwischenstopp in Prince Rupert. Auf dieser Strecke verkehrte sie mit der Princess Mary in einem regelmäßigen Liniendienst. Ab November 1914 wurde sie vorübergehend als Truppentransporter im Ersten Weltkrieg eingesetzt.

## Die letzte Fahrt

### Beginn der Reise
Am Mittwoch, dem 23. Oktober 1918 um 22:10 Uhr lief die Princess Sophia mit 268 Passagieren und 75 Besatzungsmitgliedern aus dem Hafen von Skagway (Alaska) aus. Unter den Reisenden waren 30 Frauen und 18 Kinder. Die geplante Abfahrtszeit von 19 Uhr hatte sich um mehr als drei Stunden verzögert. Die geplante Reiseroute sah folgenden Ablauf vor: Am 24. Oktober Halt in Juneau und Wrangell in Alaska, am 25. Oktober in Ketchikan und Prince Rupert, am 26. Oktober in Alert Bay und Ankunft am 27. Oktober in Vancouver. Der Kapitän auf dieser Fahrt war der 66-jährige Leonard Pye Locke aus Halifax, ein Veteran der kanadischen Pazifikküste, der seit seinem 16. Lebensjahr zur See fuhr und schon für den kanadischen Schifffahrts- und Eisenbahnmagnaten James Dunsmuir gearbeitet hatte.
Vier Stunden nach der Abfahrt dampfte die Princess Sophia südwärts durch den Lynn Canal, eine Bucht im Alexanderarchipel an der Südküste von Alaska, als sie in einen heftigen Blizzard geriet. Der dichte Schnee, der von starken Nordwestwinden angetrieben wurde, reduzierte die Sicht erheblich. Starke Strömungen und stürmischer Wind brachten das Schiff leicht vom Kurs ab.

### Strandung

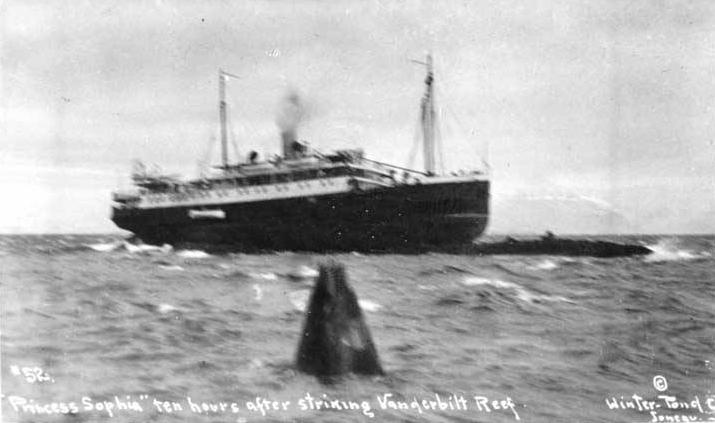
Die Princess Sophia auf dem Vanderbilt Reef, Donnerstag, 24. Oktober 1918. Im Vordergrund ist die Navigationsboje zu sehen. Als dieses Foto gemacht wurde, waren bereits genügend Rettungsschiffe vor Ort, um alle Passagiere der Princess Sophia zu retten.

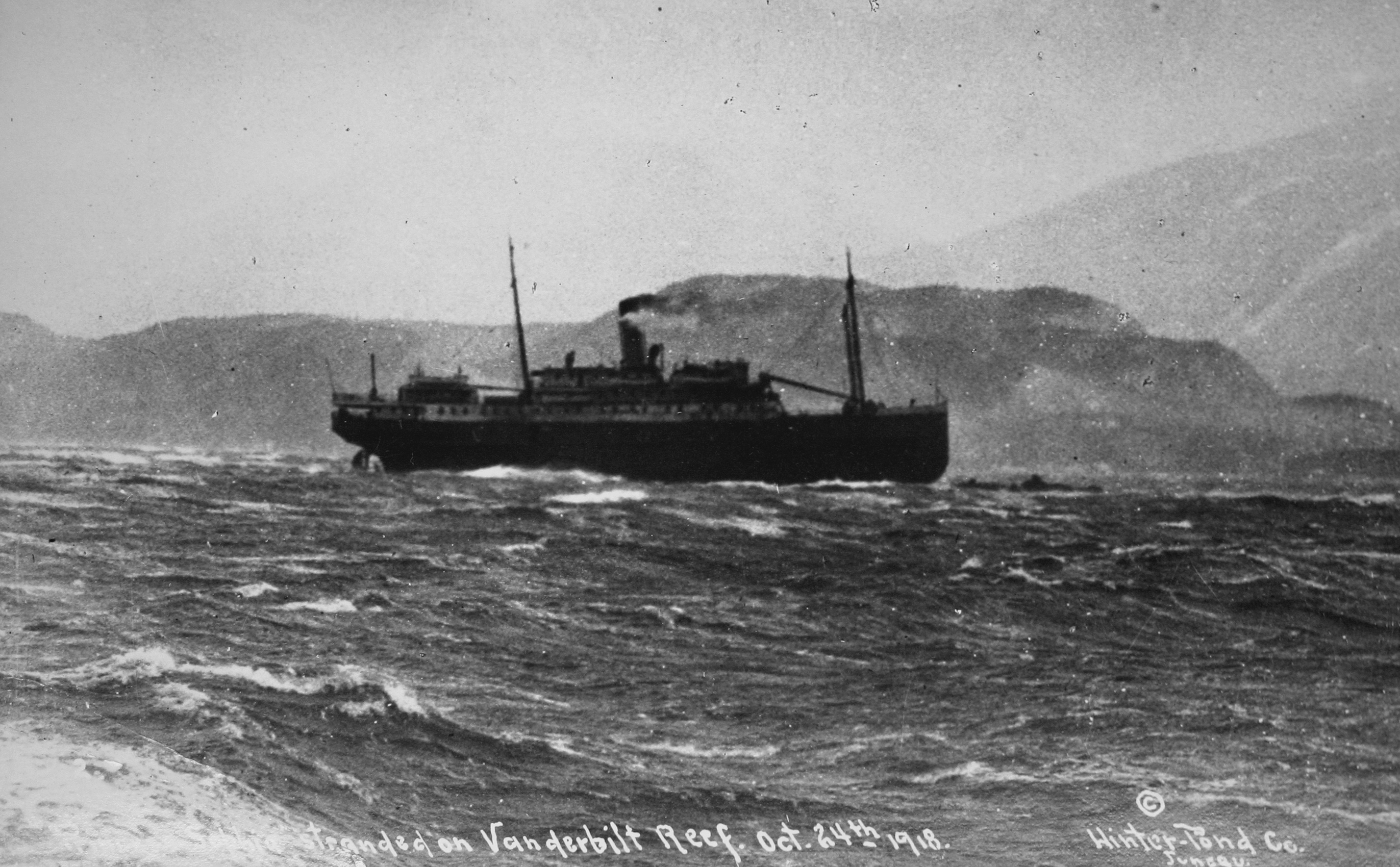
Die gestrandete Princess Sophia am Nachmittag des 24. Oktober mit Blick nach Nordosten

Um 02:10 Uhr am Morgen des 24. Oktober lief der Dampfer im Lynn Canal 54 Meilen südlich von Skagway bei Höchstgeschwindigkeit auf das Vanderbilt Reef, die Spitze eines 305 Meter hohen Unterwasserberges. Kapitän Locke telegrafierte an das Büro der Canadian Pacific Railway in Juneau, das etwa 20 Meilen südlich seiner Position lag, und bat um Instruktionen. Zugleich ließ er per Funk um Hilfe rufen.
Das Schiff saß so hoch auf dem Riff, dass es nicht möglich war, die Rettungsboote zu Wasser zu lassen. Bei Flut hätten die stürmischen Wellen die Boote mit sich gerissen und bei Ebbe wären sie auf den Felsen zerschellt. Die Menschen an Bord der Princess Sophia waren gefangen. Wind und Wellen schoben das Schiff immer weiter auf die Klippe.
Mehrere in der Nähe befindliche Schiffe reagierten auf den Notruf und trafen am Unglücksort ein, aber wegen des heftigen Starkwinds und der schweren See konnte die Princess Sophia nicht evakuiert werden. Kapitän Locke wollte warten, bis sich die Lage beruhigt hatte. Außerdem ging er davon aus, dass die nächste Flut sein Schiff von den Felsen heruntertragen würde.

### Rettungsversuche

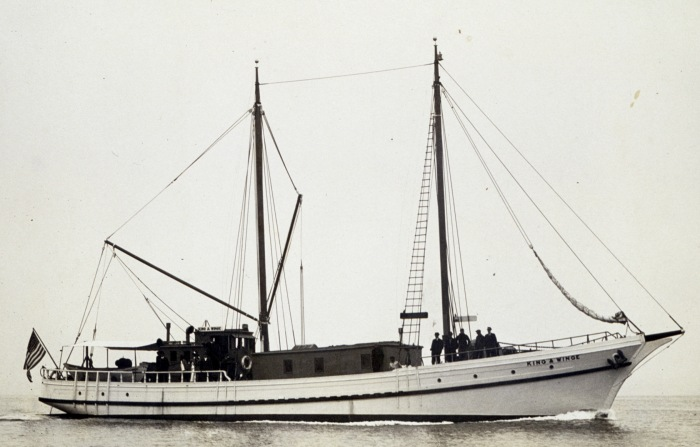
King and Winge, 1916

Als erste Schiffe tauchten die Fischerboote Estebeth und Amy auf, deren Kapitäne sie nah an die gestrandete Princess Sophia heranbringen wollten. Locke teilte ihnen per Megafon mit, dass sein Schiff sicher sei und sie lieber in einem nahen Hafen Schutz vor dem Sturm suchen sollten. Am Abend trafen das Fischereifahrzeug King and Winge und das Seezeichenfahrzeug Cedar ein. Mittlerweile hatte auch die Reederei über Funk von dem Unfall erfahren, war aber optimistisch. Die Leitung ging davon aus, dass die Passagiere in Kürze geborgen würden.
Am Abend des 24. Oktober brach an Bord die Elektrizität zusammen. Zahlreiche Passagiere schrieben Abschiedsbriefe und Testamente. Locke und die Kapitäne der Rettungsschiffe planten, mit der Evakuierung um 05.00 Uhr morgens am 25. Oktober zu beginnen, da dann die nächste Flut erwartet wurde und wenigstens ein paar Fuß Wasser um den Rumpf der Princess Sophia schwappen würden. So könnten die Boote herabgelassen und die Passagiere von den anderen Schiffen aufgenommen werden. In der Nacht vom 24. auf den 25. Oktober versammelten sich daher die Passagiere an Deck und einige der Rettungsboote wurden ausgeschwungen. Herabgelassen wurde aber keines, denn der Sturm nahm immer größere Ausmaße an. Kapitän Locke hielt es für sicherer, vorerst doch niemanden vom Schiff zu lassen. Auch die Idee, die Schiffbrüchigen mit Seilen und Rettungsbojen herüberzuholen, wurde wegen der Sturmböen und des unberechenbaren Seegangs bald fallen gelassen.

### Untergang

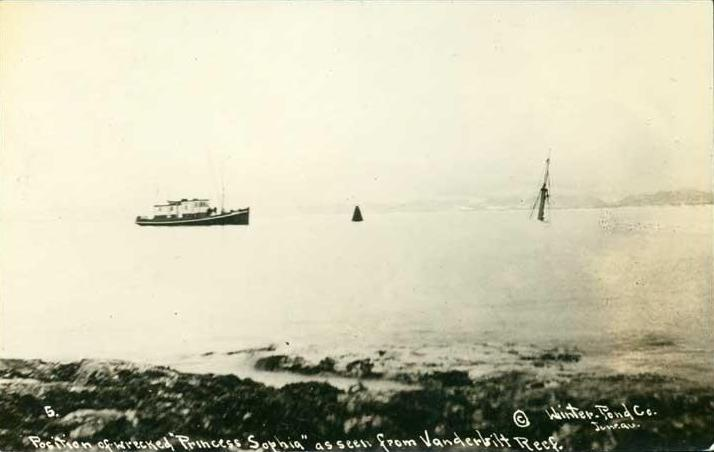
Das Wrack auf der Südseite des Vanderbilt Riffs. Die Navigationsboje kann nahe dem Mast gesehen werden, der als einziger Teil des Schiffs aus dem Wasser ragt. Der Fotograf stand auf dem Riff, anscheinend bei Ebbe. Die See ist im Gegensatz zum Tag des Untergangs sehr ruhig.

Am Nachmittag des 25. Oktober wurde die Situation immer auswegloser, als der Schneesturm immer gefährlicher wurde und die Schiffe sich zurückziehen mussten. Sie gingen vier Meilen südlich vor Sentinel Island vor Anker und berieten dort, wie sie weiter verfahren sollten.
Um 16.50 Uhr funkte der Bordfunker der Princess Sophia, David Robinson: „Schiff kentert auf dem Riff. Kommt sofort“, gefolgt um 17.20 Uhr von der Nachricht „Um Gottes Willen, beeilt euch, das Wasser kommt herein…“ (die Übermittlung brach ab). Die Cedar wusste von den schwachen Aggregaten der Princess Sophia und riet dem Funker, die Reserven zu sparen. Robinson antwortete: „Gut, das werde ich tun. Sprecht mit mir, damit ich weiß, dass ihr kommen werdet“. Das war der letzte Funkspruch der Princess Sophia.
Die See hob das Heck an und drehte es um 180 Grad, wodurch der Rumpf vom Kiel losgerissen wurde. Der Kiel blieb auf den Felsen liegen, während der Rest des Schiffs in tiefere Gewässer glitt. Die Kessel explodierten, wodurch Teile der Decksaufbauten in sich zusammensackten und viele Menschen getötet wurden. Öl lief aus und verbreitete sich auf dem Wasser, sodass die Schwimmer im Wasser daran erstickten. Der Dampfer legte sich schließlich gegen 17.50 Uhr auf die Seite und ging unter. Die Princess Sophia sank mit allen Passagieren und Besatzungsmitgliedern an Bord, es gab keine Überlebenden. Zum Zeitpunkt des Untergangs waren noch etwa 100 Menschen unter Deck, die anderen Personen wurden fortgespült.

## Nachspiel
Am Morgen des 26. Oktober schneite es immer noch, aber der Wind hatte nachgelassen. Die Cedar, die King and Winge und andere Schiffe kehrten zum Vanderbilt Reef zurück, wo nur noch einer der Masten der Princess Sophia aus dem Wasser ragte. Zahlreiche Leichen und zwei hölzerne Rettungsboote trieben in den eiskalten Fluten. Nach kurzer Zeit wurde die Suche nach Überlebenden eingestellt. Kapitän J. W. Ledbetter der Cedar telegrafierte „Kein Lebenszeichen, keine Hoffnung auf Überlebende.“ Lediglich ein kleiner Hund wurde lebend geborgen.
Noch Monate nach dem Untergang wurden teilweise entsetzlich zugerichtete Leichen an die Küste von British Columbia gespült, daneben auch persönliche Habe der Passagiere wie Handtaschen, Briefe und Kinderspielzeug. Die meisten Toten wurden nach Vancouver gebracht, wo sie für die Beisetzung vorbereitet wurden. Bei zahlreichen Toten mussten Chemikalien verwendet werden, um die ölverschmierten Körper zu reinigen. Viele konnten nicht mehr identifiziert werden.
Durch mehrere Tauchfahrten zum Wrack (Position 58° 35′ 23,3″ N, 135° 5′ 43,2″ W) zwischen August und Oktober 1919 wurden im Schiffsinneren etwa 100 Leichen gefunden. 66 von ihnen wurden auf Vancouvers Mountainview Cemetery beigesetzt. Im Jahr 1920 schlugen Versuche fehl, die Princess Sophia zu bergen. Noch heute weist das Riff sichtbare Spuren von der Kollision mit dem Dampfschiff auf. Die Schiffsglocke der Princess Sophia wurde im Rahmen der Bergungsbemühungen geborgen und 2004 dem Seefahrtsmuseum der Stadt Vancouver übergeben. Sie wurde offiziell zu einem nationalen Wertstück erklärt.

## Untersuchung des Unglücks
Am 10. Januar 1919 begannen in Victoria die Sitzungen und Anhörungen des Untersuchungsausschusses, der die Umstände des Unglücks aufklären sollte. Den Vorsitz hatte J. D. Macpherson, der Wreck Commissioner der Provinz British Columbia.
Zu den geladenen Zeugen zählten Kapitäne und Seeleute, Offiziere und Ingenieure, Funker, sowie Besatzungsmitglieder der Schiffe, die der Princess Sophia zu Hilfe gekommen waren. Die wichtigsten Themenkomplexe waren das Wetter zum Zeitpunkt der Katastrophe, das Verhalten von Kapitän Locke und die Frage, ob die Möglichkeit bestanden habe, Passagiere der Princess Sophia nach der Strandung vom Schiff zu retten. Vor allen Dingen die Entscheidung des Kapitäns, das Schiff nicht zu evakuieren, wurde in Frage gestellt. Der Ausschuss kam zu dem Ergebnis, dass wenigstens ein Teil der Passagiere hätte gerettet werden können.